# تي وعال (يافع)

تعديل مصدري - تعديل

تي وعال هي إحدى قرى عزلة لبعوس بمديرية يافع التابعة لمحافظة لحج، بلغ تعداد سكانها 25 نسمة حسب تعداد اليمن لعام 2004.